# Diocèse de Nocera Inferiore-Sarno
Le diocèse de Nocera Inferiore-Sarno (en latin : Dioecesis Nucerina Paganorum-Sarnensis ; en italien : Diocesi di Nocera Inferiore-Sarno) est un diocèse de l'Église catholique en Italie, suffragant de l'archidiocèse de Salerne-Campagna-Acerno et appartenant à la région ecclésiastique de Campanie.

## Territoire
Le diocèse est situé dans une partie de la province de Salerne, les autres parties de cette province sont partagées par les diocèses d'Amalfi-Cava de' Tirreni, de Vallo della Lucania, de Teggiano-Policastro, de l'archidiocèse de Salerne-Campagna-Acerno et de l'abbaye de Sainte-Trinité de Cava. Une autre partie de son district se trouve sur la ville métropolitaine de Naples (ancienne province de Naples) qu'il partage avec les diocèses de Nole, d'Acerra, d'Aversa et de Pouzzoles, par les archidiocèses de Sorrente-Castellammare di Stabia et de Naples et par la prélature territoriale de Pompéi. Son territoire couvre une superficie de 157 km2 divisé en 54 paroisses regroupées en 6 archidiaconés. L'évêché est à Nocera Inferiore avec la cathédrale basilique de Saint-Priscque ; dans la même ville, deux autres monuments religieux ont le rang de basilique mineure : le monastère de sainte Anne (it) et le couvent de saint Antoine (it). La cocathédrale de Saint-Michel Archange est l'ancienne cathédrale du diocèse de Sarno.
Le diocèse possède plusieurs lieux de pèlerinages dont Notre Dame des miracles (it) à Nocera Inferiore où se vénèrent aussi les saints Éloi et Emidius. À Pagani, se trouve le sanctuaire de Notre Dame delle Galline (it) ; celui de Notre Dame de la Pureté où est rendu un culte particulier à une statue de l'Enfant Jésus de Prague ; la basilique de saint Alphonse de Liguori où se vénère le corps du docteur de l'Église et fondateur de la congrégation du Très Saint Rédempteur et enfin les filles de la charité du Très Précieux Sang conservent dans leur chapelle de la via San Francesco, le corps de leur fondateur, le bienheureux Thomas-Marie Fusco.

## Histoire
Le 30 septembre 1986, en vertu du décret Instantibus votis de la congrégation pour les évêques, les sièges de Nocera dei Pagani et de Sarno sont pleinement unis et le nouveau diocèse prend son nom actuel.

### Diocèse de Nocera
Selon la Tradition, le premier diocèse de la Campanie Inferiore remonte au Ier siècle, lorsque saint Prisque arrive en Italie avec l'apôtre saint Pierre. Le christianisme s’enracine très tôt dans la région, et le Martyrologe hiéronymien ainsi que le romain rappellent les noms des saints Félix et Constance (it), frères martyrs entre 60 et 68 ans. Il est plus probable que le premier évêque (maintenant le saint patron de la ville et du diocèse) vécut au IIIe siècle. Il est mentionné par Paulin de Nole, qui rappelle comment son culte est pratiqué, en 405, dans sa ville comme à Nuceria Alfaterna. En 499, le pape Symmaque est élu en même temps que l'évêque de Nocera, Laurent qui est considéré comme antipape. Selon la tradition, l'évêque transfère le baptistère paléochrétien construit au VIe siècle à l'intérieur des murs de Nuceria Alfaterna.
À partir de juin 1384, le pape Urbain VI établit sa résidence pontificale dans le château du parc de Nocera Inferiore, pour se protéger du siège des troupes de Charles III de Naples. À cette occasion, le 10 octobre 1384, le pape rétablit le siège diocésain de Nocera et désigne comme nouvel évêque, frère Francesco, de l'ordre des frères mineurs du couvent de Sant'Antonio. Parmi les illustres évêques, on compte les comasques Jove, qui dirige le diocèse à la Renaissance. Le premier est Paul Jove, auquel succède son frère Jules Jove et son neveu Paul Jove le jeune. C’est surtout lui qui mène à bien les travaux les plus importants pour donner du prestige à son diocèse, la première réalisation du séminaire et du palais épiscopal.
Bien que vacant depuis 1806, le diocèse reste autonome jusqu'au 27 juin 1818, date à laquelle il est supprimé par la bulle De utiliori du pape Pie VII et son territoire est intégré à celui du diocèse de Cava. Le diocèse est restauré le 7 décembre 1833, par la bulle In vinea Domini du pape Grégoire XVI, de nouveau suffragant de l'archidiocèse de Salerne.

### Diocèse de Sarno
Le diocèse de Sarno est érigé en 1066 par l'archevêque Alfan de Salerne par une bulle validée par le pape Alexandre II. La bulle d'Alfan Ier fait cependant référence à une réorganisation du diocèse, car l'église de Sarno est certainement plus ancienne puisqu'en 1025, un territoire est concédé par l'avocat de l'évêque de Sarno ante bestigia domni Iohanni gratia Dei sancte sedis episcopatus sarnense. Un acte du Codex Diplomaticus Cavensis (it) de l’année 1055, relatif à la délimitation des frontières entre le monastère de Sainte-Sophie de Salerne et les propriétés d’un certain Alterio de San Valentino Torio, en cite la possession ab oriente fine episcopio sarnense.
Après 1513, le diocèse est confié à des administrateurs apostoliques jusqu'en 1534, à l'exception des brefs épiscopats de Ludovico Platamone et de Guglielmo Beltràn. Au cours de cette période, le territoire de Sarno perd les territoires de Palma Campania, Scafati, Ottaviano et ceux du Vésuve, qui passent au diocèse de Nole. En 1627, la cathédrale de San Michele a été consacrée.
Le 27 juin 1818, en vertu de la bulle De utiliori du pape Pie VII, il est uni aeque principaliter au diocèse de Cava.

### Diocèse de Nocera Inferiore-Sarno
Le 25 septembre 1972, l'union entre Cava et Sarno est dissoute. Le diocèse de Sarno est uni in persona episcopi au diocèse de Nocera dei Pagani. Le 30 septembre 1986, en vertu du décret Instantibus votis de la congrégation pour les évêques, l’union est complète et le diocèse ainsi créé prend son nom actuel. En 2008, le musée diocésain de Nocera Inferiore est inauguré dans les locaux de la curie, il recueille des témoignages historiques et artistiques du diocèse de la fondation à nos jours.

### Articles liés
- Liste des diocèses et archidiocèses d'Italie
- Église catholique en Italie

## Sources
- (it) Cet article est partiellement ou en totalité issu de l’article de Wikipédia en italien intitulé « Diocesi di Nocera Inferiore-Sarno » (voir la liste des auteurs).
- « Diocese of Nocera Inferiore-Sarno », sur catholic-hierarchy.org